# Alan Lloyd
Alan Lloyd (* 8. Juni 1944 in West Bromwich) ist ein ehemaliger britischer Radrennfahrer.

## Sportliche Laufbahn
Lloyd war im Straßenradsport und im Bahnradsport aktiv. Er startete als Amateur für den Verein „Saracen Road Club“. Lloyd gewann eine Reihe traditionsreicher britischer Straßenrennen wie 1966 die Tour of the Cotswolds, 1967 den Stafford Grand Prix, 1970 den Hempstead Grand Prix. Dazu kam eine Reihe von Siegen in Kriterien und bei Etappen kürzerer Rundfahrten. Für die Nationalmannschaft bestritt er die Bulgarien-Rundfahrt 1964.
Von 1972 bis 1974 war er Berufsfahrer. 1972 wurde er Zweiter der nationalen Meisterschaft in der Einerverfolgung hinter Reg Smith. Bei den Amateuren hatte er 1971 den 3. Platz belegt.